# Иван Лилов
Иван Лилов е български учител.

## Биография
Роден е през 1601 г. в Чипровци. Учи в Италия. Завръща се и иска да замине за Унгария като католически мисионер, но му предлагат да стане учител в родния си град. От 1635 г. ръководи Чипровското католическо училище. В него получават образоването си младежи от Чипровци и от други селища в страната. Мнозина от тях продължават да следват в чужбина. През 1636 г. напуска училището, заради разногласия с учениците му, които искат да станат духовници, вместо свещеници и да продължат образованието си в колежа в Лорето. Заминава за Ново Бърдо и става свещеник. През 1637 г. се завръща в Чипровското училище и преподава в него, с малки прекъсвания, до края на живота си през 1667 г.